# Holley (Oregón)
Holley es un lugar designado por el censo ubicado en el condado de Linn en el estado estadounidense de Oregón. En el año 2010 tenía una población de 378 habitantes.

## Geografía
Holley se encuentra ubicado en las coordenadas 44°20′56.35″N 122°47′8.09″O / 44.3489861, -122.7855806.